# Ole Worm

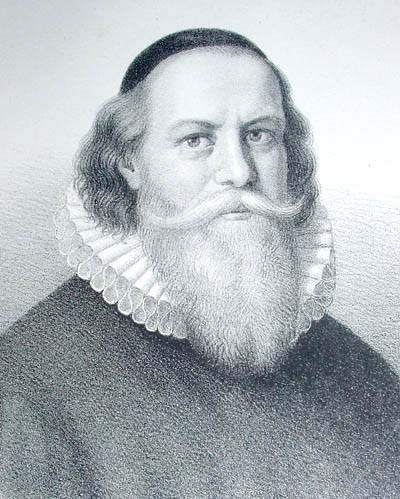
Ole Worm theo tranh vẽ của Carl van Mandern

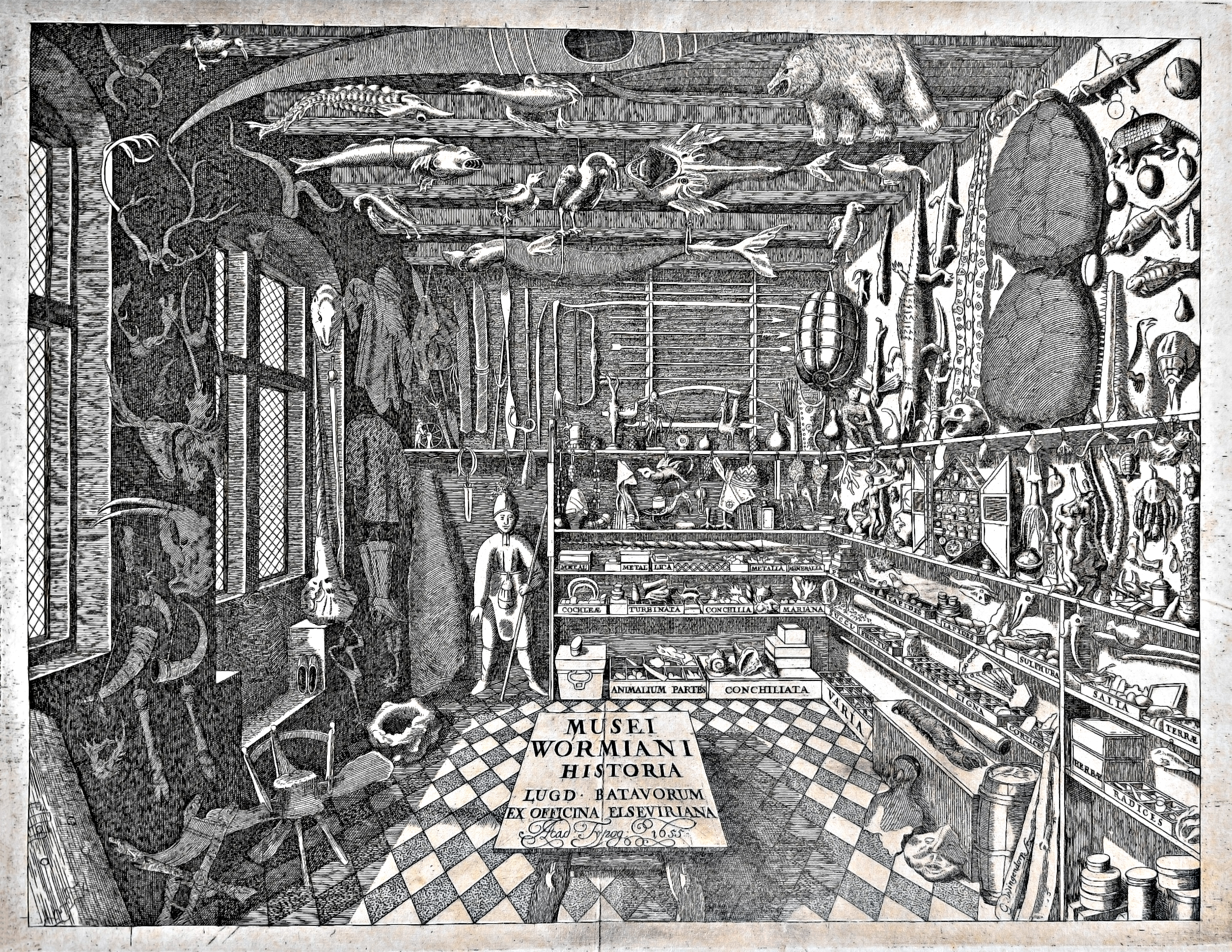
Tranh vẽ đầu Tập danh mục Musei Wormiani Historia nêu phía bên trong Phòng trưng bày các vật kỳ lạ của Worm.

Ole Worm (13 tháng 5 1588 - 31 tháng 8 năm 1654) là thầy thuốc và nhà khảo cổ người Đan Mạch, người có đóng góp trong môn Phôi học (Embryology) và sưu tập nhiều vật lạ hiếm quý.

## Cuộc đời và Sự nghiệp
Ole Worm sinh tại Aarhus, là con của Willum Worm - thị trưởng thành phố Aarhus. Ông nội của Worm là Johan Worm, theo đạo Tin Lành, đã rời bỏ Arnhelm (Gelderland, Hà Lan) thời đó do người Công giáo cai trị sang định cư tại Aarhus. Sau khi học trường Ngữ Pháp Aarhus, Worm sang học ở Đại học Margburgh (Đức) năm 1605 rồi Đại học Basel (Thụy Sĩ) và tốt nghiệp Tiến sĩ Y khoa năm 1611. Trở về Đan Mạch, Worm học tiếp Đại học Copenhagen và đậu bằng Thạc sĩ Văn chương năm 1617. Worm hành nghề bác sĩ bên Anh quốc một thời gian rồi trở về giảng dạy tiếng Latin, tiếng Hy Lạp, Vật lý và Y học ở Đại học Copenhagen từ năm 1624 cho tới chết. Worm cũng là ngự y của vua Christian IV của Đan Mạch và đã ở lại Copenhagen khi nơi đây bị nạn Dịch hạch để chữa bệnh cho mọi người, kể cả các người nghèo. Ole Worm kết hôn với Dorothea Fincke, con gái của Thomas Fincke, nhà toán học Đan Mạch
Về Y học, Worm có nhiều đóng góp trong môn Phôi học. Các xương nhỏ ở khớp bộ xương sọ được gọi theo tên latin hóa của Worm là Wormian bones (các xương Worm).
Về mặt khảo cổ, Worm nổi tiếng là nhà sưu tập văn hóa cổ Bắc Âu. Worm đã viết nhiều khảo luận về các bia đá khắc chữ rune và sưu tập các bản văn viết bằng chữ rune. Năm 1626 Worm xuất bản quyển "Fasti Danici" (Niên đại Đan Mạch) gồm các kết quả nghiên cứu về chữ rune. Năm 1636, Worm xuất bản quyển "Runir seu Danica literatura antiquissima" (Chữ Rune: Văn hóa Đan Mạch cổ xưa nhất), một tài liệu sưu tập các bản văn chữ rune phiên âm. Năm 1643 Worm xuất bản quyển "Danicorum Monumentorum" (Các công trình nghệ thuật Đan Mạch). Đây là một trong số rất hiếm tài liệu mô tả các bia đá khắc chữ rune cổ còn tồn tại tới nay. Năm 1641 Worm viết một bài khảo luận với hình vẽ về 2 Sừng bằng vàng, báu vật của Đan Mạch từ thế kỷ thứ V sau Công nguyên, dưới tên "De aureo cornu"
Worm cũng sưu tập vô số các vật hiếm quý, từ các cổ vật của các dân tộc ở Tân thế giới tới các xác động vật nhồi, các vật hóa thạch vv... và lập một nhà bảo tàng mang tên "Museum Wormianum", đồng thời viết Tập danh mục các vật trong nhà bảo tàng này. (Người ta đã xuất bản Tập danh mục Museum Wormianum năm 1655 tại Leyde (Hà Lan), sau khi Worm qua đời).
Ngoài các sưu tập, Worm cũng nghiên cứu động vật và đưa ra kiểu giải thích khoa học giữa ranh giới cũ và hiện đại, bằng cách phân tích dựa trên kinh nghiệm. Worn xác định con kỳ lân (unicorn) không tồn tại và cái sừng mà người ta gán cho nó, thực ra là của con kỳ lân biển (narwhal), cũng như con chuột lemmut (lemmings) là con vật thuộc bộ gặm nhấm chứ không phải một loài tự sinh (spontaneously generated) từ khí quyển như người đương thời tin tưởng (Worm, 1655, trang 327). Worm cũng miêu tả chi tiết con chim thiên cầm (bird of paradis) cũng có chân như các chim khác - trái với điều mà người đương thời tin tưởng. Worm đã dành 22 trang nói về loài chim trong Tập danh mục nêu trên. Sau khi Worm qua đời, bộ sưu tập trong nhà bảo tàng nói trên thuộc về vua Frederik III của Đan Mạch.

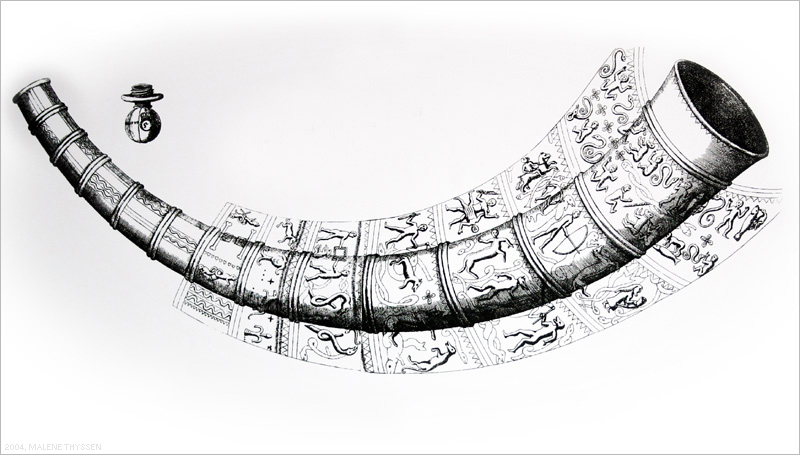
Bức vẽ Sừng lớn bằng vàng của Ole Worm, năm 1641

## Ole Worm trong văn chương tiểu thuyết
Từ đầu thế kỷ 20 nhân vật Worm được một số tác giả đưa vào tiểu thuyết. Ví dụ tác giả người Mỹ H.P.Lovecraft (1890-1937) đã tạo ra nhân vật Olaus Wormius (tên latin hóa của Ole Worm), một dịch giả thông thái, đã dịch các bản văn tiếng Ả rập sang tiếng latin và là tác giả của sách ma thuật "Necronomicon". Trong sách này Lovecraft tả Worm là một linh mục Dòng Đa Minh và đặt lộn Worm vào thế kỷ thứ 13.